# Danuta Szczerbińska
Danuta Jadwiga Szczerbińska – polska profesor nauk rolniczych w zakresie zootechniki.

## Życiorys
Danuta Szczerbińska w 1988 otrzymała tytuł zawodowy magistra inżyniera na Wydziale Zootechnicznym Akademii Rolniczej w Szczecinie, w 1995 obroniła pracę doktorską Skorupa jaja a wylęgowość i ich związek z wiekiem i pochodzeniem kur, której promotorem była prof. Alicja Dańczak. W 2003 habilitowała się na podstawie monografii Charakterystyka użytkowości reprodukcyjnej emu (Dromaius novaehollandiae) ze szczególnym uwzględnieniem ultrastruktury skorupy i jej związku ze wskaźnikami wylegowości jaj. W 2011 otrzymała tytuł profesora nauk rolniczych.
Jest profesorem i kierownikiem w Katedrze Nauk o Zwierzętach Monogastrycznych na Wydziale Biotechnologii i Hodowli Zwierząt Zachodniopomorskiego Uniwersytetu Technologicznego w Szczecinie, oraz należy do Rady Dyscypliny Naukowej – Zootechniki i Rybactwa ZUT. Była dziekanem Wydziału Biotechnologii i Hodowli Zwierząt Akademii Rolniczej w Szczecinie. Była członkiem Komitetu Nauk Zootechnicznych i Akwakultury PAN. Obecnie jest członkiem Rady Uczelni Zachodniopomorskiego Uniwersytetu Technologicznego w Szczecinie.
Danuta Szczerbińska jest autorką ponad 150 publikacji, z których 80 stanowią oryginalne prace twórcze.

## Odznaczenia i nagrody[4]
- Medal Amicus Scientiae et Veritatis (1997) za pionierskie badania nad frakcjonowaniem wyciągów z nasion łubinów i ich zastosowaniem w żywieniu ptaków
- Zachodniopomorski Nobel (2013) za badania nad biologią, użytkowością rozpłodową oraz rozwojem embrionalnym emu
- Srebrny Krzyż Zasługi
- Medal Komisji Edukacji Narodowej